# Sosnowka (rejon kormiłowski)
Sosnowka (ros. Сосновка) – wieś (dieriewnia) w Rosji, w obwodzie omskim, w rejonie kormiłowskim. W 2010 liczyła 521 mieszkańców.